# Tuliusz
Tuliusz – imię męskie pochodzenia łacińskiego, wywodzące się od rzymskiej nazwy rodowej prawdopodobnie pochodzenia etruskiego. Patronem tego imienia jest św. Tuliusz, zm. w Afryce w II wieku.
Tuliusz imieniny obchodzi 19 lutego.
Znani imiennicy:
- Cyceron, właśc. Marcus Tullius Cicero
- Kwintus Tulliusz Cycero
- Tyron, właśc. Marcus Tullius Tiro
- Serwiusz Tuliusz
- Tullio Campagnolo (1901–1983) — kolarz włoski

Zob. też: (15869) Tullius
Żeński odpowiednik: Tulia